# Eva Poptcheva
Eva-María Poptcheva (Bulgaria, 17 de octubre de 1979) es una política española. Es doctora en Derecho Constitucional y eurodiputada en el Parlamento Europeo por Ciudadanos, dentro del grupo parlamentario Renovar Europa. En las elecciones de junio de 2024 fue candidata por el Partido Popular, no consiguiendo el acta de eurodiputada.

## Biografía

### Formación
Nacida el 17 de octubre de 1979 en Bulgaria, sus orígenes familiares se encuentran entre Bulgaria y Alemania. Poptcheva es experta en Derecho de la Unión Europea. Se licenció en Derecho por la Universidad Albert Ludwig de Friburgo en Alemania y es doctora en Derecho Constitucional por la Universidad Autónoma de Barcelona, donde también impartió clases de Derecho Constitucional entre 2009 y 2012. Asimismo, habla con fluidez búlgaro, alemán, español, catalán, inglés y francés.[cita requerida]

### Trayectoria profesional
Poptcheva ha desempeñado la mayor parte de su carrera profesional en la Eurocámara, pero antes ejerció como abogada en bufetes en España y Alemania. En 2012, obtuvo una plaza de funcionaria en el Parlamento Europeo donde comenzó en el European Parliament Research Service, el think tank de la Eurocámara. A continuación, pasó por el gabinete de la Secretaría General del Parlamento, donde se encargó de la asesoría jurídica, y fue la número dos del grupo de trabajo que provee apoyo técnico en el Parlamento Europeo sobre el Marco Financiero Plurianual y los Recursos Propios.
Asimismo, durante la celebración de la Conferencia sobre el Futuro de Europa en 2021, trabajó en el secretariado interinstitucional de la Conferencia, donde pudo trabajar con oficiales de la Comisión Europea y el Consejo. Una vez finalizada la CoFoE y antes de ser nombrada eurodiputada, ejerció de jefa de la Unidad de Asuntos Legislativos del Parlamento Europeo.

## Carrera política
Eva-María Poptcheva es eurodiputada desde el 15 de septiembre de 2022. En 2019 fue elegida como número nueve en la lista de Ciudadanos para las elecciones al Parlamento Europeo del 26 de mayo. A raíz de la renuncia de Luis Garicano como eurodiputado en el verano de 2022, Eva-María Poptcheva se unió a la delegación de Ciudadanos en el Parlamento Europeo, tras recoger el acta de eurodiputada ante la Junta Electoral Central el 15 de septiembre del mismo año.
El 8 de noviembre de 2022 fue elegida vicepresidenta de la Comisión de Asuntos Económicos y Monetarios (ECON). Asimismo, es miembro de la Comisión de Presupuestos (BUDG) en la Eurocámara, así como de la Delegación parlamentaria para las Relaciones con los Países del Asia Meridional (DSAS). Además, ha sido designada ponente del Parlamento Europeo para la puesta en marcha de la nueva Autoridad de Lucha Contra el Blanqueo de Capitales y financiación del terrorismo, AMLA por sus siglas en inglés.
En las elecciones de junio de 2024 fue candidata por el Partido Popular.

## Publicaciones
| Obra | Año  |
| --- | ---- |
| Multilevel Citizenship: The Right to Consular Protection of EU Citizens Abroad                                                           | 2014 |
| Disenfranchisement of EU citizens resident abroad : situation in national and European elections in EU Member States : in-depth analysis | 2015 |